# Sin mover los labios
Sin mover los labios es una película colombiana de 2017 dirigida por Carlos Osuna y coescrita entre Carlos Osuna y Juan Mauricio Ruiz. Protagonizada por Giancarlo Chiappe, Álvaro Bayona, Consuelo Luzardo, Marcela Benjumea, Margarita Ortega y Álvaro Rodríguez, fue estrenada en las salas de cine colombianas el 1 de junio de 2017. En los Premios Macondo, la película obtuvo tres galardones y cuatro nominaciones.

## Sinopsis
Carlos es un ventrílocuo que lleva una vida rutinaria con su posesiva madre y su aburrida novia. De noche presenta su fracasado actor en el bar de su mejor amigo para conseguir algún dinero que le brinde algún encuentro con una prostituta barata y algo de droga. Tras la repentina muerte de su madre, la vida de Carlos se vuelve aún más caótica.

## Reparto principal
- Giancarlo Chiappe es Carlos.
- Álvaro Bayona es Chalo.
- Consuelo Luzardo es Leonor.
- Marcela Benjumea es Gabriela.
- Margarita Ortega es Lina.
- Álvaro Rodríguez es Constantino.
- Tiberio Cruz es Aurelio.